# Escola Prática de Combate Terrestre
A Escola Prática de Combate Terrestre (em sueco: Markstridsskolan; com sigla MSS) é uma escola prática do Exército da Suécia instalada na cidade de Skövde e em Kvarn, perto de Motala.

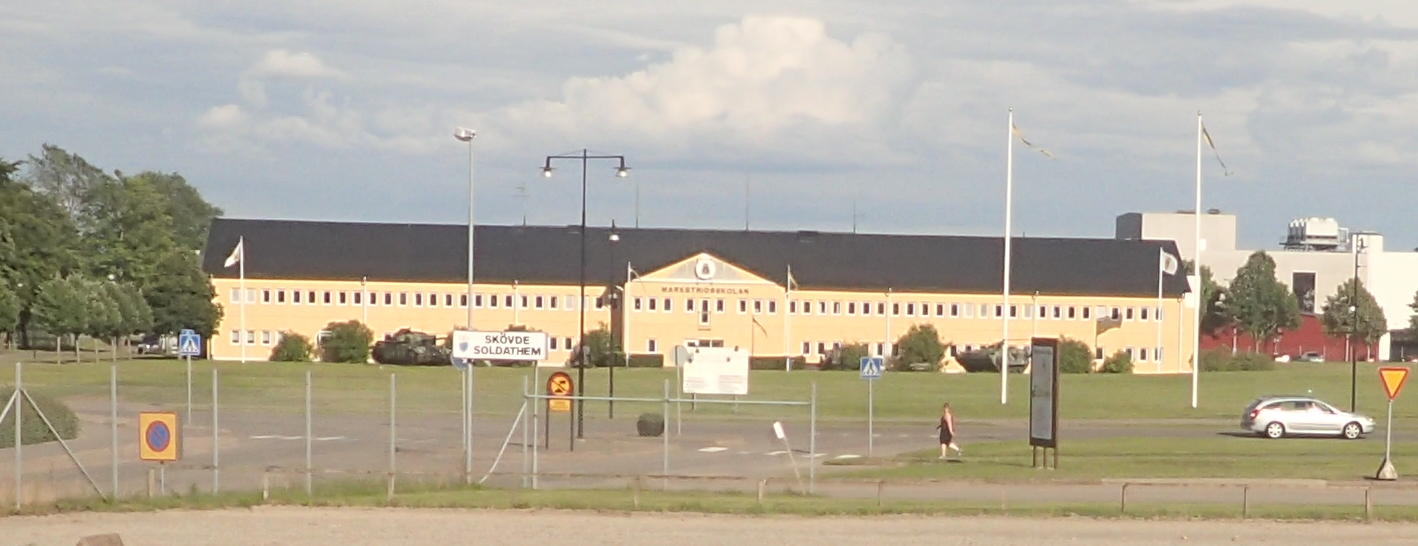
A Escola Prática de Combate Terrestre em Skövde.

Este estabelecimento tem como objetivo formar, desenvolver e treinar pessoal e unidades militares para combate terrestre.

Pela escola, passam tanto os futuros suboficiais ("sargentos"), como os futuros oficiais profissionais. Igualmente, acolhe oficiais de outros ramos das forças armadas.

O pessoal deste estabelecimento de ensino é constituído por 200 efetivos, incluindo oficiais profissionais, militares em serviço permanente e funcionários civis.